# Amtsgericht Schönberg (Holstein)

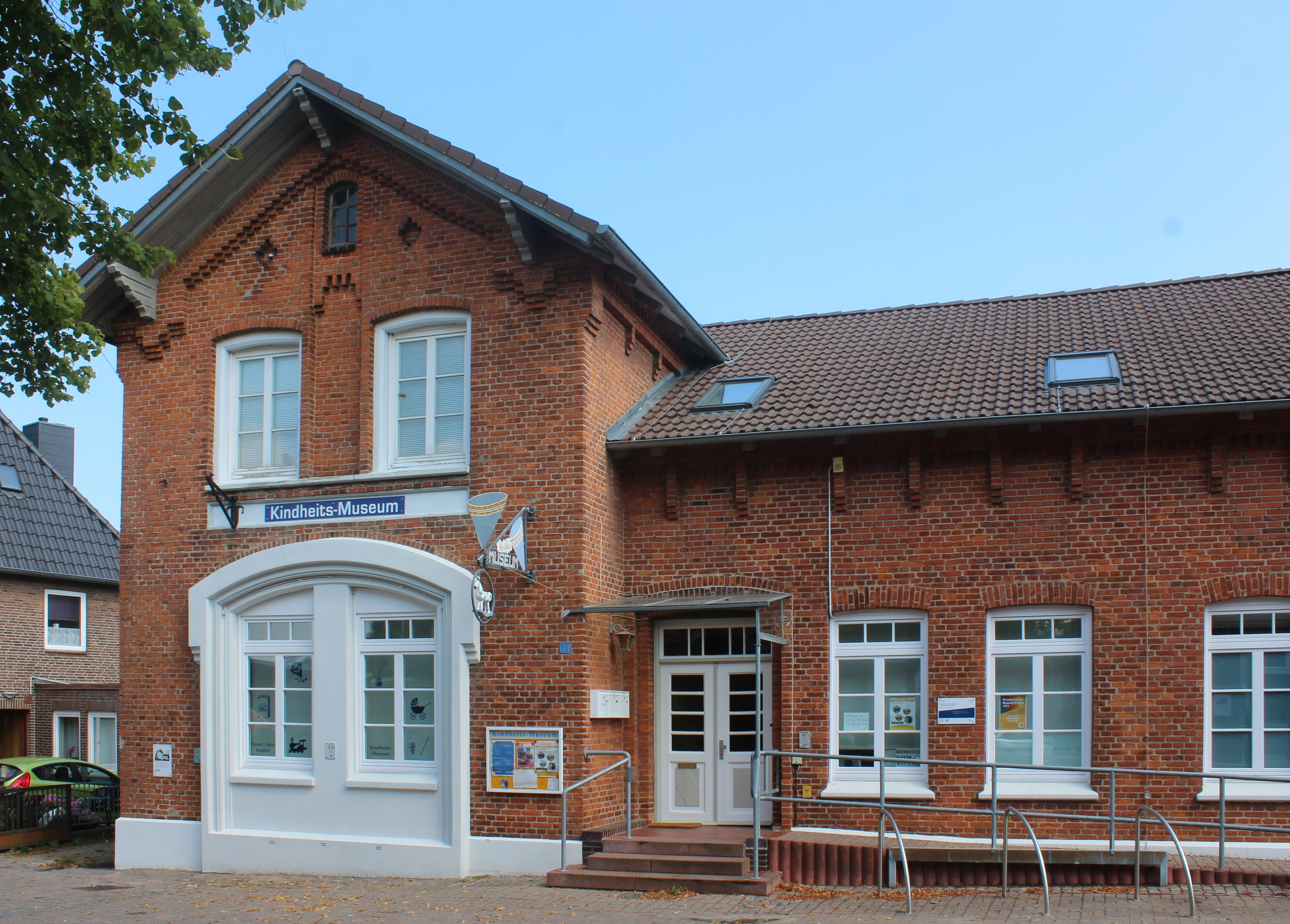
Ehem. Amtsgerichtsgebäude

Das Amtsgericht Schönberg (Holstein) war ein deutsches Amtsgericht mit Sitz in Schönberg (Holstein).

## Geschichte
Mit der Annexion Schleswig-Holsteins wurden 1867 in der nunmehr preußischen Provinz fünf Kreisgerichte und das übergeordnete Appellationsgericht Kiel eingerichtet. Als Eingangsgerichte wurden Amtsgerichte geschaffen, darunter das Amtsgericht Schönberg (Holstein) als eines von 16 Amtsgerichten des Kreisgerichts Kiel. Den Gerichtssprengel bildete die Probstei des Klosters Preetz und das Gut Hagen. Mit dem Inkrafttreten des deutschen Gerichtsverfassungsgesetzes am 1. Oktober 1879 wurden reichsweit einheitlich Amts-, Land- und Oberlandesgerichte geschaffen. Das Amtsgericht Schönberg (Holstein) blieb bestehen und war nun dem Landgericht Kiel nachgeordnet. Sein Gerichtsbezirk umfasste daraufhin aus dem Kreis Plön die Gemeindebezirke Barsbek, Bendfeld, Brodersdorf, Fahren, Fiefbergen, Gödersdorf, Höhndorf, Krokau, Krummbek, Laboe, Lutterbek, Passade, Prasdorf, Probsteierhagen, Ratjendorf, Schönberg, Stakendorf, Stein, Wendtorf und Wisch sowie den Gutsbezirk Salzau. Am Gericht bestand 1880 eine Richterstelle. Das Amtsgericht war damit ein kleines Amtsgericht im Landgerichtsbezirk.
Im Jahre 1978 wurde das Amtsgericht Schönberg (Holstein) aufgehoben, und das Amtsgericht Plön übernahm seine Aufgaben.

## Amtsgerichtsgebäude
Das Amtsgerichtsgebäude (Knüllgasse 16) wurde 1919 erbaut und steht unter Denkmalschutz. Es wird als Kindheitsmuseum genutzt.